# Philipp Ludwig Wenzel von Sinzendorf

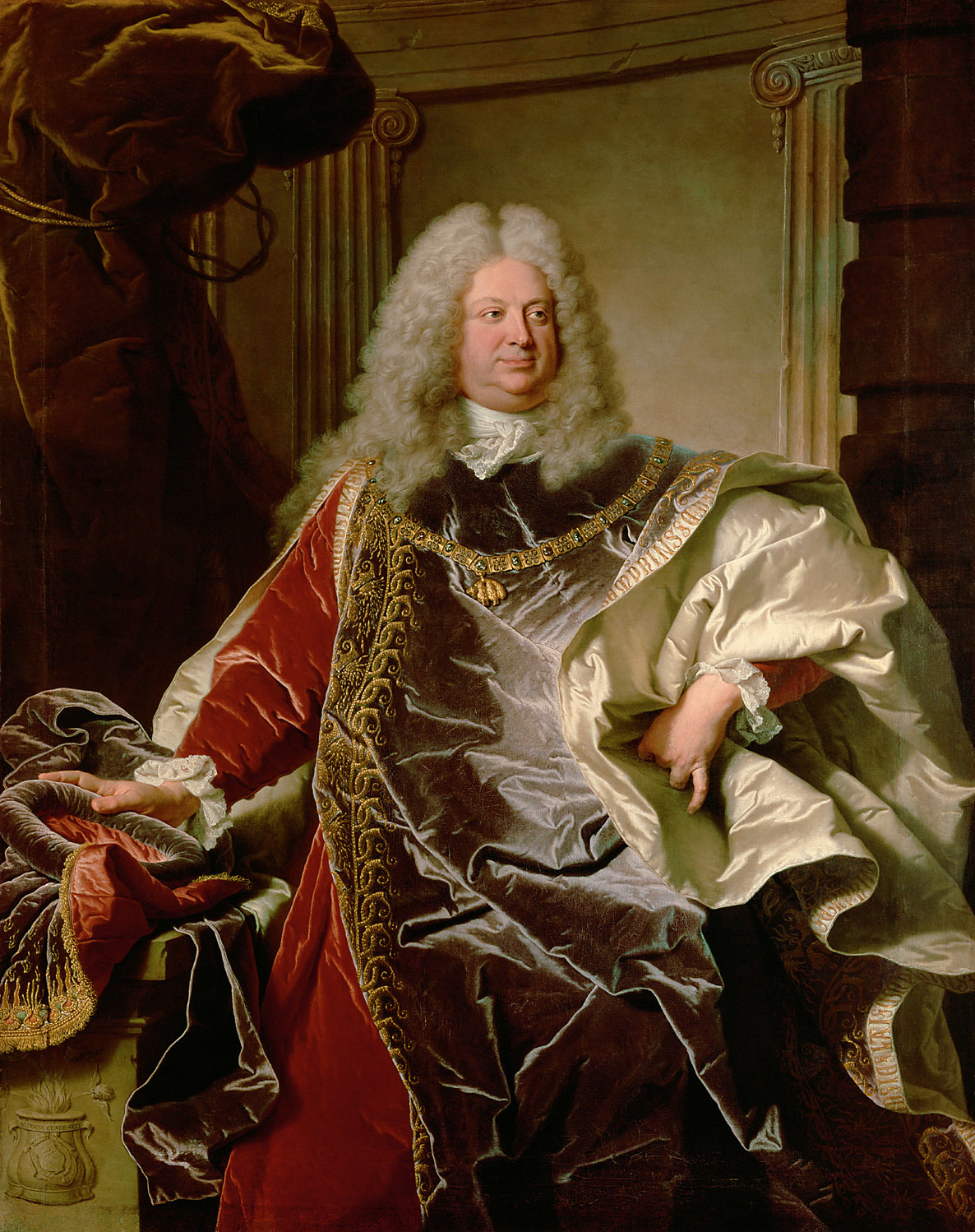
Philipp Ludwig Wenzel von Sinzendorf

Philipp Ludwig Wenzel graaf von Sinzendorf (Wenen, 26 december 1671 — Wenen, 8 februari 1742) was een diplomaat in dienst van de Oostenrijkse Habsburgers.
Sinzendorf werd geboren als zoon van hofkamerheer Georg Ludwig von Sinzendorf en Dorothea Elisabeth hertogin zu Holstein. In 1695 bezat hij de bevoegdheid van Reichshofrat, in 1699—1701 was hij speciaal gezant in Frankrijk, in 1702 keizerlijk gevolmachtigde der Nederlanden en in 1705 hoogste hofkanselier, tevens vanaf dan ook beschermheer van de keizerlijke Academie voor schone kunsten. 
In 1712 werd hij wegens zijn verdiensten opgenomen in de Orde van het Gulden Vlies. Hij is beroemd om zijn portret geschilderd door Hyacinthe Rigaud. De graaf is in de ordekledij van het Gulden Vlies afgebeeld.